# Colsubsidio
Colsubsidio, Caja Colombiana de Subsidio Familiar es una caja de compensación en Colombia, organización sin ánimo de lucro fundada en 1957 en Bogotá y con servicios a nivel nacional.
Cuenta con aproximadamente un millón y medio de afiliados.

## Historia
En 1957, la ANDI convocó a sus afiliados en Bogotá y creó la CAJA COLOMBIANA DE SUBSIDIO FAMILIAR, (COLSUBSIDIO). En el resto del país se constituyeron simultáneamente otras Cajas de Compensación Familiar auspiciadas por diferentes gremios: comerciantes, banqueros, aseguradores, etc. La función básica de las Cajas en sus inicios, se limitaba, según lo ordenaban las normas vigentes en ese entonces, a recaudar los aportes patronales para repartirlos mensualmente en cheques, a los trabajadores de las empresas afiliadas.
En 1962 Colsubsidio dedicó sus esfuerzos y gestiones para reorientar el subsidio familiar, ampliando su campo de acción, lo cual tuvo feliz acogida por parte del Ministerio de Trabajo y Seguridad Social, institución que a través del decreto 3151 del mismo año, abrió las puertas a los servicios sociales de las Cajas de Compensación Familiar; fue así como nacieron los servicios de salud, mercadeo, educación, vivienda, recreación y crédito de fomento para industrias familiares.
En 1972 el presidente Misael Pastrana Borrero inauguró el Supermercado de la Calle 26. Así mismo, se fundó la Pinacoteca y la Librería de Arte, donde se pusieron a la venta a muy bajos precios, reproducciones de los grandes maestros de la pintura y grabaciones de las obras del repertorio musical clásico.
Se expide en este año la Ley 21 de 1982 donde se ratifica el carácter de prestación social que tiene el subsidio familiar y se amplió la cobertura de este régimen, extendiéndose a toda la población asalariada del país, se reiteró el carácter de corporaciones a la Cajas de Compensación, se le asignaron funciones de Seguridad Social.
El 15 de febrero de 1989 se posesionó el abogado Luis Carlos Arango Vélez como nuevo director de la Caja, reemplazando en el cargo al Dr. Roberto Arias Pérez.
La ley 100 de 1993 otorga a las Cajas de Compensación la posibilidad de formar parte del nuevo Sistema de Seguridad Social Integral, otorgándosele nuevos espacios en el Sistema de Pensiones y Salud, dando lugar posteriormente a la E.P.S. Famisanar y a ser socio accionista de Protección S.A. Con la expedición de la Ley del Plan de Gobierno las Cajas de Compensación Familiar actúan en colaboración con el gobierno en la atención integral de la niñez y la jornada escolar complementaria.
Con la expedición de la Ley 789 se modifica el Régimen de organización y funcionamiento de las Cajas de Compensación Familiar, en donde se destaca la creación del Fondo de promoción al empleo y protección al desempleo FONEDE y del fondo de atención integral a la niñez y jornada escolar complementaria FONIÑEZ con recursos de las Cajas.
En noviembre de 2024 se anunció el cierre de su línea de 104 supermercados operativos desde 1961, manteniendo su red de droguerías. Tiendas Ara compra los supermercados en liquidación de Colsubsidio, el proceso se encuentra en espera de autorización de la Superintendencia de Industria y Comercio de Colombia. Para julio de 2025, la compra e integración no ha sucedido y algunos supermercados siguén abandonados, excepto en el caso 
del Centro Comercial Subazar de la Localidad de Suba dará apertura el 23 de julio de 2025.

## Áreas de desarrollo
En la actualidad, la empresa cuenta con un portafolio de servicios variados que generan a su vez una línea de negocio diversa, entre las cuales se encuentra:
- Salud
  - Famisanar (Una entidad prestadora de salud en asocio con Cafam).
  - Clínicas (Clínica Calle 100, Clínica Infantil, Clínica Materno Infantil, Clínica Roma, Calle 26, El Lago y Calle 63).
  - Derechos y deberes de los pacientes
- Vivienda
  - Ciudadela Colsubsidio (Un complejo de conjuntos y residencias familiares ubicado al occidente de Bogotá lanzado en 1996).
  - Subsidio de vivienda
- Turismo
  - Hoteles Colsubsidio (Ubicados en zonas turísticas cercanas a la ciudad).
  - Agencia de viajes
- Crédito
  - Crédito de consumo
  - Crédito hipotecario
- Recreación
  - Clubes deportivos (Club la Colina, Bellavista Club Campestre y Club Calle 195).
  - El Cubo (Complejo recreacional con servicios y atracciones deportivas en un moderno edificio premiado por su diseño y ecoeficiencia).
  - Parque acuático Piscilago
- Cultura
  - Museo de arte y cultura de Colsubsidio
  - Museo de los niños
  - Teatro Colsubsidio Roberto Arias Pérez (Creado en 1981, es uno de los espacios culturales más reconocidos de Bogotá).
- Educación
  - Colegios Colsubsidio (Chicalá, Ciudadela, Norte y Maiporé).
  - Jardines infantiles
  - CET - Corporación de Educación Tecnológica Colsubsidio - EADS

- Droguerías
  - Farmacías